# Lynn Cruz
Mailyn Gómez Cruz (3 de junio de 1977, La Habana, Cuba), más conocida como Lynn Cruz, es una actriz y escritora cubana conocida por el rol de Bárbara en Larga Distancia (2010), Alina en ¿Eres tú papá? (2018) y Elena en Corazón Azul (2021). 

## Carrera
En 2003, debutó como actriz en el Teatro Nacional de Cuba. Trabajó en diversas agrupaciones donde se destaca la compañía Teatro El público, y Pig’s appeeal.
En 2010, obtiene su primer rol protagónico en el filme "Larga distancia". Por su interpretación de Bárbara, fue nominada a los Premios Caricato y Adolfo Llauradó.
En 2011 se estrena como dramaturga y directora, con "El regreso", una versión libérrima del original "La indiana", de la autora catalana Àngels Aymar, fundando además su grupo independiente de las instituciones estatales: Teatro Kairós LCAP.
En 2012 fue seleccionada por Miguel Coyula para protagonizar "Corazón Azul, filme experimental que tardara casi 10 años en rodarse.  
En 2015 obtiene el Premio David Suárez a Mejor Actriz en Venezuela y en el Festival Cayenne en New York por su rol Celia, en el filme venezolano "El niño".  Asimismo, por su rol Roxana en el filme ecuatoriano "ENDS", fue nominada a Mejor Actriz en el 168 Film Festival en Los Ángeles.
En 2017 produce y actúa en "Nadie", documental de Miguel Coyula. Con este filme ambos padecieron una redada policial y de agentes de la seguridad del estado, impidiendo su proyección en "Casa Galería El Círculo", un espacio privado de La Habana , liderado por artistas y activistas. En ese mismo año, 'Los enemigos del pueblo', obra de su autoría, bajo la dirección de Miguel Coyula donde una mujer misteriosa aniquila a Fidel Castro en nombre de sus víctimas, fue exhibida en el mismo espacio, en medio de otra redada policial,
Ha escrito crónicas, reseñas críticas, artículos de opinion para distintos medios digitales entre los que destacan 14 y Medio, Havana Times, Hypermedia Magazine, Ediciones Rialta, Uypress, provocando controversia tanto con el gobierno cubano, como con los cubanos que viven fuera de la isla. Por sus opiniones políticas, en abril de 2018 le impidieron trabajar como actriz dentro de las instituciones estatales cubanas. El Departamento de Altos Estudios de la Escuela Internacional de Cine y Televisión de San Antonio de los Baños le impidió volver a asistir al taller de dirección de actores que imparte la maestra Norma Angeleri en dicho centro. 
Su labor actoral en el filme¿Eres tú papá? donde interpreta a Alina fue calificado de "magistral" en el Miami Herald. También en 2018 su novela Terminal, obtiene una mención en el Premio Franz Kafka, Novelas de Gaveta debutando como novelista. Hypermedia Magazine describe a Terminal: “Como en Boarding Home, de Guillermo Rosales —donde tras abrirse la puerta de la oficina en el hogar para desamparados en Miami, emprendemos un terrífico viaje hacia las bajezas humanas y los oscuros deseos de la transgresión—, en Terminal hay un barquero invisible hacia la otra orilla: el tique de la vida se parte en dos y ya jamás volveremos a encontrar el rumbo”. En 2018 además estrena "Patriotismo 36-77"/ obra de su autoría con actores naturales, que habían padecido censura y represión policial. Se estrenó de manera clandestina en un espacio institucional: Las escuelas de arte de Cubanacán. La intervención se realizó sin ensayos previos. Desde entonces definió la poética de su grupo, dispuesto a presentarse en cualquier espacio, de modo que las escenografías de las obras van mutando.
En 2020 gana el Fondo para productores de impacto documental y produce "Crónicas  del absurdo" documental dirigido por Miguel Coyula, que comenzara bajo el título Desaparecida. En 2021 estrena Sala- R, obra que contó con el apoyo de la Embajada de la República Checa en La Habana, Rialta Magazine expresa: "Frente a esa clínica de locxs pienso en el teatro de la locura, cuyo discurso –a la manera de Foucault– no circula como el de los otros. El teatro de la locura, que no es sólo temático, sino conceptual, desacraliza, transgrede, subvierte. Es el teatro de la abertura. Es el teatro de las fragmentaciones. Es el teatro de las escrituras transitivas. Es el teatro de las lecturas veladas. Ecología de lo visible y lo invisible. Es el teatro que se niega a sí mismo. A sí y a todo. Posee una negatividad constitutiva". En 2022 gana el Premio Franz Kafka de Ensayo / Testimonio y publica "Crónica Azul", donde relata a modo de making of, las peripecias y obstáculos para sortear el rodaje clandestino de Corazón Azulrodado sin permisos. Sobre "Crónica Azul" el jurado expresó: "Un libro de memoria casi cinemática, compuesto por varios textos «que bien pueden leerse como screenshots que reconstruyen no solo su propia experiencia sino todo un campo de tensiones culturales y políticas del postcomunismo cubano, sin recurrir al panfleto y a la victimización", En 2022 estrena "Los enemigos del pueblo (Informe Postmortem)" en documenta fifteen, Kassel, Alemania. En 2022, publica por primera vez una de sus obras de teatro, SALA-R en la Editorial Hur̺ón Azul, en Madrid.En 2023 comienza a escribir "Reventar en paz", su nueva novela. En 2024 estrena "La Renunciación", audiovisual que combina teatro, música, y poesía.

## Premios Actorales
- Nominada (Premio Adolfo Llauradó, 2010)
- Nominada (Caricato, 2010)
- Mejor Actriz (Cayenne Film Festival, 2015)
- Mejor Actriz (Premio David Suarez, 2015)
- Nominada a Mejor Actriz (168 Film Festival, 2015)

## Premios Literarios
- Mención en Premio Franz Kafka, Novelas de Gaveta, 2018, por Terminal.
- Premio Franz Kafka de Ensayo / Testimonio 2022, por Crónica Azul.[30]